# Arial
Arial er en sans-serif skrifttype, der er inkluderet i flere Microsoft-programmer, herunder der forskellige versioner af Windows og Office-pakken. Arial var tidligere standard-font i bl.a. Office-pakken.
Skrifttypen blev oprindelig udviklet i 1982 af Monotype som et billigere alternativ til Linotypes populære skrifttype Helvetica. Skrifttypen skulle anvendes i IBM's laserprintere og blev i 1992 leveret til Microsofts Windows 3.1. Skrifttypen er 'Neo Grotesk' og blev oprindeligt kaldt 'Sonoran San Serif'.
Der er i forhold til Helvetica foretaget mindre ændringer i skrifttypen, både bogstavformen og i afstanden mellem tegnene for at gøre skrifttypen mere læsevenlig og tydelig på en computerskærm og ved forskellige opløsninger. 
Da Arial giver et rent og klart ordbillede og findes installeret på de fleste computere, er skrifttypen ofte anvendt på Internettet, bl.a. også på Wikipedia.
I forbindelse med opgraderingen til Word 2007 introducerede Microsoft skrifttypen Calibri som standard-font, og Microsoft har siden udskiftet Arial med Calibri som standard-skrifttypen i de fleste af Microsofts standardprogrammer, herunder i  Office-pakken og Outlook.

## Varianter
Arial forefindes i en række varianter, herunder 
- Arial Std
- Arial Pro
- Arial MT
- Arial Narrow
- Arial WGL
- Arial Narrow WGL

De enkelte varianter forefindes i yderligere undervarianter (Italic (kursiv), Bold (fed), ExtraBold, Light, Condensed, Narrow og kombinationer af disse).

## Eksterne links
- Wikimedia Commons har flere filer relateret til Arial
- Om forskellen på Arial, Helvetica og Grotesque Arkiveret 24. november 2005 hos  Wayback Machine
- Arial versus Helvetica
- Information om Arial (Microsoft typography)
- Beskrivelse af Arial på myfonts.com med varianter af skrifttypen